# Satte

Satte (幸手市 Satte-shi?) este un municipiu din Japonia, prefectura Saitama.